# Джек, Дэвид
Дэ́вид Бо́ун На́йтингейл Джек (англ. David Bone Nightingale Jack; 3 апреля 1898 — 10 сентября 1958) — английский футболист, автор первого гола, забитого на английском стадионе «Уэмбли», а также первый в мире футболист, за трансфер которого заплатили более £10 000. Его отец, Роберт Джек, также был футболистом, как и его братья, Ролло и Дональд.

## Футбольная карьера
Дэвид Джек родился в Болтоне, Ланкашир. Отец Дэвида, Роберт, известный в прошлом футболист, в 1910 году стал главным тренером клуба «Плимут Аргайл». После окончания Первой мировой войны Роберт подписал в свой клуб своего сына Дэвида Джека, а затем и его брата, Ролло Джека. Дэвид сыграл за «Плимут» 48 матчей, в которых забил 15 голов.
В декабре 1920 года он вернулся в свой родной город, подписав контракт с клубом «Болтон Уондерерс». «Плимут» получил за этот переход £3500. Джек провёл 8 сезонов в составе «рысаков», сформировав мощную связку в нападении с Джо Смитом (на двоих они забили за «Болтон» более 300 голов). Будучи игроком «Болтона», Джек вошёл в историю как автор первого гола, забитого на лондонском стадионе «Уэмбли». Это произошло в финале Кубка Англии 1923 года, в котором «Болтон» победил «Вест Хэм» со счётом 2:0. В 1926 году «Болтон» вновь выиграл Кубок Англии, причем в финальном матче против «Манчестер Сити» Джек вновь отличился забитым мячом. Он был лучшим бомбардиром своего клуба в пяти из восьми сезонов, забив за «Болтон» 144 гола в 295 матчах чемпионата.
В 1928 году главный тренер лондонского «Арсенала» Герберт Чепмен решил приобрести Джека у «Болтона» за £10 890 (что почти вдвое превышало предыдущий мировой рекорд). Чепмен обсудил этот трансфер с представителями «Болтона» в баре отеля, используя следующую тактику: он пил вместе с ними джин с тоником, но в его напитке не было джина, тогда как в напитках его собеседников был алкоголь. Напоив их, Чепмен добился снижения цены, запрашиваемой за Джека, с 13 тысяч до 10 890 фунтов. Сэр Чарльз Клегг, президент Футбольной ассоциации Англии, узнав о сумме трансфера, выступил с официальным заявлением, в котором было сказано, что «ни один игрок в мире не стоит таких денег». Многие полагали, что лучшие годы Джека, которому на тот момент было уже 29 лет, остались позади. Однако в последующие годы Джек доказал, что он стоил этих денег. Чемпен позднее признался Бобу Уоллу, что покупка Джека стала «одной из лучших сделок» в его жизни.
Предполагалось, что Джек заменит завершившего карьеру капитана «Арсенала» Чарли Бакена. Он дебютировал за «канониров» в матче против «Ньюкасла», который прошёл 28 октября 1928 года, сразу же влившись в основной состав клуба. Он стал лучшим бомбардиром клуба в сезоне 1928/29. Хотя Джек забивал меньше, чем другой нападающий «Арсенала» Джек Ламберт, его голы были очень важными: например, гол в полуфинале Кубка Англии сезона 1929/30 против «Халл Сити», который вывел «Арсенал» в финал. В финале Кубка Англии 1930 года «Арсенал» победил «Хаддерсфилд Таун» со счётом 2:0, а Джек стал первым футболистом в истории, выигравшим Кубок Англии с двумя разными клубами.
Джек продолжал выступать за «Арсенал» в начале 1930-х, установив личный рекорд результативности в сезоне 1930/31 (31 забитый мяч). В сезонах 1930/31, 1932/33 и 1933/34 он выиграл с «Арсеналом» чемпионский титул. В сезоне 1933/34, однако, он провёл лишь 16 матчей, проигрывая конкуренцию более молодым игрокам. В мае 1934 года, выиграв свою третью чемпионскую медаль, он принял решение о завершении карьеры игрока. Всего он провёл за «Арсенал» 208 матчей, в которых забил 124 мяча.

## Карьера в сборной
В 1924 году Джек получил вызов в сборную Англии, сыграв за неё свой первый матч 3 марта 1924 года на «Ивуд Парк» против сборной Уэльса; встреча завершилась поражением англичан со счётом 1:2. Джек выступал за сборную до 1932 года, сыграв за неё 9 матчей и забив 3 мяча.

### Голы за сборную Англии
| # | Дата          | Место  | Соперник  | Счёт | Итог матча | Турнир                      |
| - | ------------- | ------ | --------- | ---- | ---------- | --------------------------- |
| 1 | 17 мая 1928   | Париж  | Франция   | 1:2  | 1:5        | Товарищеский матч           |
| 2 | 5 апреля 1930 | Лондон | Шотландия | 4:0  | 5:2        | Домашний чемпионат Британии |
| 3 | 10 мая 1930   | Берлин | Германия  | 3:3  | 3:3        | Товарищеский матч           |

## После завершения карьеры игрока
После завершения карьеры игрока Джек стал главным тренером клуба «Саутенд Юнайтед», в котором работал с мая 1934 по август 1940 года. Затем он тренировал «Мидлсбро» с ноября 1944 по апрель 1952 года. С 1953 по 1955 годы он был главным тренером ирландского клуба «Шелбурн».
Умер Дэвид Джек в 1958 году в возрасте 59 лет.

## Достижения
Болтон Уондерерс
- Обладатель Кубка Англии (2): 1923, 1926

 Арсенал
- Чемпион Первого дивизиона (3): 1930/31, 1932/33, 1933/34
- Обладатель Кубка Англии: 1930
- Обладатель Суперкубка Англии (2): 1930, 1931

## Статистика выступлений
| Клуб             | Сезон            | Лига | Лига | Кубок Англии | Кубок Англии | Суперкубок Англии | Суперкубок Англии | Итого | Итого |
| Клуб             | Сезон            | Игры | Голы | Игры         | Голы         | Игры              | Голы              | Игры  | Голы  |
| ---------------- | ---------------- | ---- | ---- | ------------ | ------------ | ----------------- | ----------------- | ----- | ----- |
| Плимут Аргайл    | 1919/20          | 31   | 7    | 3            | 5            | 0                 | 0                 | 34    | 12    |
| Плимут Аргайл    | 1920/21          | 14   | 3    | 0            | 0            | 0                 | 0                 | 14    | 3     |
| Плимут Аргайл    | Итого            | 45   | 10   | 3            | 5            | 0                 | 0                 | 48    | 15    |
| Болтон Уондерерс | 1920/21          | 19   | 4    | 0            | 0            | 0                 | 0                 | 19    | 4     |
| Болтон Уондерерс | 1921/22          | 39   | 24   | 2            | 0            | 0                 | 0                 | 41    | 24    |
| Болтон Уондерерс | 1922/23          | 41   | 11   | 7            | 7            | 0                 | 0                 | 48    | 18    |
| Болтон Уондерерс | 1923/24          | 39   | 24   | 3            | 3            | 0                 | 0                 | 42    | 27    |
| Болтон Уондерерс | 1924/25          | 42   | 26   | 3            | 1            | 0                 | 0                 | 45    | 27    |
| Болтон Уондерерс | 1925/26          | 37   | 14   | 8            | 5            | 0                 | 0                 | 45    | 19    |
| Болтон Уондерерс | 1926/27          | 38   | 16   | 4            | 1            | 0                 | 0                 | 42    | 17    |
| Болтон Уондерерс | 1927/28          | 33   | 24   | 2            | 0            | 0                 | 0                 | 35    | 24    |
| Болтон Уондерерс | 1928/29          | 7    | 1    | 0            | 0            | 0                 | 0                 | 7     | 1     |
| Болтон Уондерерс | Итого            | 295  | 144  | 29           | 17           | 0                 | 0                 | 324   | 161   |
| Профессионалы    | 1923/24          | -    | -    | -            | -            | 1                 | 0                 | 1     | 0     |
| Профессионалы    | 1926/27          | -    | -    | -            | -            | 1                 | 0                 | 1     | 0     |
| Профессионалы    | Итого            | 0    | 0    | 0            | 0            | 2                 | 0                 | 2     | 0     |
| Арсенал          | 1928/29          | 31   | 25   | 5            | 1            | 0                 | 0                 | 36    | 26    |
| Арсенал          | 1929/30          | 33   | 13   | 8            | 3            | 0                 | 0                 | 41    | 16    |
| Арсенал          | 1930/31          | 35   | 31   | 3            | 2            | 1                 | 1                 | 39    | 34    |
| Арсенал          | 1931/32          | 34   | 21   | 6            | 3            | 1                 | 0                 | 41    | 24    |
| Арсенал          | 1932/33          | 34   | 18   | 1            | 0            | 0                 | 0                 | 35    | 18    |
| Арсенал          | 1933/34          | 14   | 5    | 2            | 1            | 0                 | 0                 | 16    | 6     |
| Арсенал          | Итого            | 181  | 113  | 25           | 10           | 2                 | 1                 | 208   | 124   |
| Всего за карьеру | Всего за карьеру | 521  | 267  | 57           | 32           | 4                 | 1                 | 582   | 300   |